# Ред Бул Еър Рейс
Ред Бул Еър Рейс (на английски: Red Bull Air Race) е международно състезание за самолети. Първото му издание се провежда през 2003 г. на два етапа (кръга) – в Целтвег в Австрия и в Будапеща, Унгария.
С появяването на Ред Бул Еър Рейс възниква и нова спортна дисциплина – авиослалом – динамично пилотиране, целта на което се състои в преминаване по сложно въздушно трасе с препятствия за минимално време. Пилотите изпълняват зададена полетна програма индивидуално, един след друг, изпълнявайки остри завои и минавайки през двойки специално конструирани пилони с височина 20 m, наречени „въздушни врати“. В състезанието се използват едни от най-леките, маневрени и прецизно управляеми самолети, обаче ключовите фактори, определящи победителя в Ред Бул Еър Рейс, са издръжливостта и майсторството на пилотите.
Организаторите на състезанието отменят всички събития, предвидени за 2011, 2012 и 2013 години, с цел повишаване на безопасността и подобряване на организацията. След това тригодишно прекъсване, състезанието се възобновява през 2014 г., като в периода между февруари и ноември са планирани осем етапа.

## История
Идеята за състезанието се заражда в компанията, произвеждаща напитката „Red Bull“, през 2001 г. Проектът има за цел да организира нов, зрелищен шампионат за самолети, в който да се състезават най-добрите пилоти и самолетни акробати в света.

## Точкова система
Точките за първото място са 6 и по низходящ ред слизат до 1 за шестото място.

## Самолети
Състезателите използват високоефективни акробатични витлови самолети като Zivko Edge 540, MXS-R и Corvus Racer 540, оборудвани с двигатели Lycoming с мощност 260 kW. Всички самолети трябва да са с размах на крилете по-малко от 7,6 m и максимална скорост между 406 и 426 km/h.
Състезателите могат да настройват („тунинговат“) своите самолети за подобряване на качествата им. Такава настройка, въпреки че често се прави в моторните спортове, е строго ограничена по обхват с оглед безопасността.
Всеки самолет е снабден с електронен акселерометър. Той предава данните за времето и скоростта, които се показват и на зрителите на големи екрани.

## Сезони
- Сезон 2003 – 3 пилота, 2 етапа (в Австрия и Унгария), първи сезон на състезанието.
- Сезон 2004 – 8 пилота, 3 етапа.
- Сезон 2005 – 10 пилота, 7 етапа; първи официален шампионат.
- Сезон 2006 – 11 пилота, 8 етапа.
- Сезон 2007 – 13 пилота, 10 етапа.
- Сезон 2008 – 12 пилота, 8 етапа.
- Сезон 2009 – 15 пилота, 6 етапа.
- Сезон 2010 – 15 пилота, 8 етапа.
- 2011-2013 Не се провежда
- Сезон 2014 – 12 пилота, 8 етапа.
- Сезон 2015 – 12 пилота, 8 етапа.
- Сезон 2016 – 12 пилота, 8 етапа.
- Сезон 2017 – 12 пилота, 8 етапа.

## Шампиони

### Майсторски клас
| Година                   | Шампион                             |
| ------------------------ | ----------------------------------- |
| 2003                     | Петер Бешеней (Péter Besenyei)      |
| 2004                     | Кърби Чамблис (Kirby Chambliss)     |
| 2005                     | Майк Манголд (Mike Mangold)         |
| 2006                     | Кърби Чамблис (Kirby Chambliss)     |
| 2007                     | Майк Манголд (Mike Mangold)         |
| 2008                     | Ханес Арх (Hannes Arch)             |
| 2009                     | Пол Боном (Paul Bonhomme)           |
| 2010                     | Пол Боном (Paul Bonhomme)           |
| 2011-2013 Не се провежда |                                     |
| 2014                     | Найджъл Ламб (Nigel Lamb)           |
| 2015                     | Пол Бонхом (Paul Bonhomme)          |
| 2016                     | Матиас Долдерер (Matthias Dolderer) |
| 2017                     | Йошихиде Муроя (Yoshihide Muroya)   |
| 2018                     |                                     |

### Клас Challenger
| Година | шампион                        | Ръководител на точки             |
| ------ | ------------------------------ | -------------------------------- |
| 2014   | Петър Кофщайн (Petr Kopfstein) | Франсоа Ле Вот (François Le Vot) |
| 2015   | Микаел Браге (Mikaël Brageot)  | Микаел Браге (Mikaël Brageot)    |
| 2016   | лориан Бергер (Florian Bergér) | лориан Бергер (Florian Bergér)   |
| 2017   | лориан Бергер (Florian Bergér) | лориан Бергер (Florian Bergér)   |
| 2018   |                                |                                  |